# Алмалинський сільський округ (Акжаїцький район)
Алмали́нський сільський округ (каз. Алмалы ауылдық округі, рос. Алмалинский сельский округ) — адміністративна одиниця у складі Акжаїцького району Західноказахстанської області Казахстану. Адміністративний центр — село Алмали.
Населення — 1847 осіб (2021; 2281 у 2009, 2617 у 1999, 2348 у 1989).
Станом на 1989 рік існувала Котельниковська сільська рада (села Антоново, Жантермір, Котельниково) колишнього Тайпацького району. Село Жантемір ліквідовано 2021 року.

## Склад
До складу округу входять такі населені пункти:
| Населений пункт | Старі назви  | Населення, осіб (1989) | Населення, осіб (1999) | Населення, осіб (2009) | Населення, осіб (2021) |
| --------------- | ------------ | ---------------------- | ---------------------- | ---------------------- | ---------------------- |
| Алмали, село    | Котельниково | 1555                   | 1794                   | 1571                   | 1272                   |
| Атамекен, село  | Антоново     | 492                    | 625                    | 580                    | 575                    |
| Жантемір, село  | Жантермір    | 301                    | 198                    | 130                    | -                      |